# Alen Djordjevič-Kamenik
Alen Djordjevič-Kamenik (ur. 5 lipca 1985 w Slovenj Gradcu) – słoweński siatkarz, grający na pozycji przyjmującego. Od stycznia 2020 roku występuje w austriackiej drużynie SK Zadruga Aich/Dob.

## Sukcesy klubowe
Mistrzostwo Słowenii:
- 2004
- 2005
- 2006

Mistrzostwo Finlandii:
- 2017

Mistrzostwo Bułgarii:
- 2019